# ویتامین ئی
ویتامین ای یا ویتامین اِ (E) گاهی با نام توکوفرول (tocopherol) یا آلفا توکوفرول نیز شناخته می‌شود یکی از ویتامینهای محلول در چربی است. این ویتامین خاصیت آنتی‌اکسیدانی دارد و از بافت‌های بدن در مقابل اثرات مخرب رادیکال آزاد برخی از ترکیب‌های شیمیایی محافظت می‌کند. در گیاهان و بیشتر در دانه‌ها و مغزهای روغنی یافت می‌شود. ویتامین ای برای نخستین بار در سال ۱۹۲۰ میلادی کشف شد و سپس در سال ۱۹۳۶ (میلادی) از جوانه گندم جدا گردید و آلفا-توکوفرول نام گرفت. این نام از کلمه یونانی TOKOS به معنی «تولد کودک» و کلمهٔ PHEREIM به معنی دنیا آوردن گرفته شده‌است و OL برای نشان دادن ساختار الکلی آن است. بعدها دو گونه دیگر به نام بتا-توکوفرول و گاما-توکوفرول کشف شدند که اثرشان نسبت به آلفا-توکوفرول کمتر بود. این ویتامین در لایه چربی دیواره سلول و داخل سلول قرار می‌گیرد و از تخریب دیواره سلول جلوگیری می‌کند. همچنین ویتامین ای یک نام برای گروهی از مولکول‌ها است که اثراتی شبیه آلفا توکوفرول را دارند. هرچند ویتامین E مهم‌ترین عامل برای داشتن سیستم ایمنی قوی، پوست سالم و چشم‌های سالم است، اما همه فواید و خطرات ویتامین E هنوز خیلی مشخص نیست.

## فواید ویتامین ئی
همان‌طور که گفته شد این ویتامین در بدن نقش یک آنتی‌اکسیدان را ایفا می‌کند و از سلول‌های بدن در مقابل تخریب حفاظت می‌کند، یعنی این ویتامین توانایی زیادی در خنثی کردن رادیکال‌های آزادی دارد که درون سلول‌های بدن و به‌طور طبیعی ساخته می‌شوند و چون دارای الکترون جفت‌نشده هستند برای متعادل کردن خودشان اقدام به جذب الکترون‌های سلول‌های سالم بدن می‌کنند و از این طریق به آن‌ها صدمه می‌زنند. خاصیت آنتی اُکسیدانی این ویتامین به آن اجازه می‌دهد تا از لطمه دیدن داخل رگها و سکته قلبی پیشگیری کند. کمبود ویتامین E بیشتر در بیماری‌های قلبی نمود پیدا می‌کند. همچنین این ویتامین دارای خاصیت ضد انعقادی می‌باشد که به جریان راحت خون در رگ‌هایی که دارای پلاکتهای چربی چسبنده به دیواره هستند، کمک می‌کند. ویتامین ای همچنین باعث افزایش توانایی دستگاه ایمنی بدن به منظور مقابله با بیماری‌ها می‌شود. جلوگیری از پیشرفت بیماری آلزایمر، کمک به درمان بیماری‌های چشمی مثل آب مروارید، کمک به درمان دژنراسیون وابسته‌به‌سن ماکولا، کاهش احتمال سکته قلبی در بیماران مبتلا به دیابت، کند کردن روند پیری سلول‌ها، تقویت انسان در مقابل آلودگی‌های زیست‌محیطی، مقابله با کم‌خونی، درمان مشکلات ناشی از چربی‌های بد هضم و کمک به بهبود بیماری‌های پوستی، زخم‌ها، اختلالات تولید مثل و کاهش دردهای پیش از قاعدگی و کاهش علائم و نشانه‌های لوپوس می‌شود.
همچنین این ویتامین در درمان انواع سرطانها مانند سرطان پروستات، پوست، و دهان کمک می‌کند. در تحقیقی نشان داده شده‌است که مردانی که از آلفا توکوفرول بیشتری استفاده کردند، خطر ابتلاء به سرطان پروستات در آن‌ها ۵۳٪ کمتر از سایر مردان بوده‌است. همچنین تحقیقات نشان داده که مصرف این ویتامین در دوران بارداری، خطر ابتلای نوزاد به بیماری آسم را کاهش می‌دهد. در این تحقیق مادران بارداری که کمترین میزان دریافت ویتامین ای را داشتند، نوزادان‌شان پنج برابر بیشتر در معرض خطر ابتلاء به آسم قرار گرفتند. این ویتامین در جلوگیری از ابتلاء به سکته مغزی در افراد غیر سیگاری نقش دارد اما در افراد سیگاری خیر.
ویتامین ای خطر گسترش بیماری آلزایمر را کاهش می‌دهد. پژوهشگران دانشگاه پزشکی شیکاگو با بررسی عادت غذایی ۶۰۰۰ نفر دریافتند که آن دسته از افرادی که دچار مشکلات فراموشی و نظایر آن نیستند، در عادت غذایی خود غذاهای سرشار از ویتامین ای گنجانده‌اند. ویتامین ای، رادیکال‌های آزاد را که محتملاً می‌توانند به سلول‌های مغز آسیب بزنند، مهار می‌کند.
ولی در کل مصرف بدون پوشش آن بسیار خطرناک می‌باشد مخصوصاً برای پوست صورت.
مطالعات ثابت کرده‌اند که ویتامین ای، در بیماری کبد چرب غیرالکی و نیز در بیماران ایدزی مبتلا به کبد چرب، داری نقش مؤثری است

## میزان توصیه شده
میزان توصیه شده ویتامین ئی (هم آنچه در غذا وجود دارد و هم آنچه در مکمل‌ها هست) در افراد به شرح جدول زیر است:
| سن             | میزان توصیه شده ویتامین ئی در واحد میلی‌گرم(mg) و واحد بین‌المللی (IU) |
| کودکان         |                                                                      |
| -------------- | -------------------------------------------------------------------- |
| ۱ تا ۳ سالگی   | ۶ میلی‌گرم در روز یا 9 Iu                                             |
| ۴ تا ۸ سالگی   | ۷ میلی‌گرم در روز یا 10.4 IU                                          |
| ۹ تا ۱۳ سالگی  | ۱۱ میلی‌گرم در روز یا 16.4 IU                                         |
| خانم‌ها         |                                                                      |
| ۱۴ سال به بالا | ۱۵ میلی‌گرم در روز یا 22.4 IU                                         |
| باردار         | ۱۵ میلی‌گرم در روز یا 22.4 IU                                         |
| شیردهی         | ۱۹ میلی‌گرم در روز یا 28.5 IU                                         |
| مردان          |                                                                      |
| ۱۴ سال به بالا | ۱۵ میلی‌گرم در روز یا 22.4 IU                                         |

## کمبود ویتامین ئی
کمبود ویتامین E باعث افزایش احتمال ابتلاء به سرطان، افزایش احتمال ابتلاء به بیماری‌های قلبی-عروقی و افزایش اختلالات تولید مثل می‌شود. ذخیره ویتامین E در بدن ۱۰ تا ۱۵ سال کفایت می‌کند اما بعد از این مدت (معمولاً کسانی که مشکل هضم چربی دارند به این دوره می‌رسند) اختلالات بینایی، ضعف عضلات، عدم پاسخ‌گویی به محرک‌های محیطی و عدم توانایی در حفظ تعادل و زخمهای سریع پوستی بروز می‌کند. همچنین ویتامین E در جلوگیری از سقط جنین نیز بسیار مؤثر است.
ضعف عضلانی: وجود ویتامین ای برای سیستم عصب مرکزی ضروری است. ویتامین ای به عنوان یکی از آنتی‌اکسیدان‌های اصلی بدن تعریف شده‌است. کمبود ویتامین ای سبب استرس اکسیداتیو، تولید اثر سمی و آسیب به ساختارهای درون سلولی می‌شود که سرانجام احساس ضعف در ماهیچهها به انسان دست می‌دهد.
ناموزون راه رفتن: کمبود ویتامین ای باعث ایجاد نورونهای خاصی به نام پورکنژ(Purkinje ) شده و روند سیگنال‌رسانی به سیستم عصبی را مختل می‌کند.
خستگی و سوزن سوزن شدن بدن: آسیب دیدن فیبرهای عصبی مانع از انتقال سیگنال به درستی شده و عامل ایجاد نوروپاتی محیطی می‌شود.
کاهش وضوح دید: کمبود ویتامین ای باعث ضعیف شدن گیرنده‌های نور در شبکیه شده و سلول‌های چشم ضعیف می‌شوند. این پدیده می‌تواند منجر به از بین رفتن دید در درازمدت شود.
اختلال در سیستم ایمنی بدن: برخی تحقیقات نشان می‌دهد کمبود ویتامین ای می‌تواند مانع فعالیت سلول‌های ایمنی بدن شود. این امر در بزرگسالان خطرآفرین می‌شود.

## مصرف بیش از اندازه
مصرف زیاد این ویتامین در مقایسه با سایر ویتامین‌های محلول در چربی، مشکلات کمتری برای بدن انسان ایجاد می‌کند، زیرا بدن انسان تا حدودی تحمل مقادیر زیاد ویتامین E را دارد. اما اگر مصرف این ویتامین، بیش از اندازه و به صورت مصنوعی (قرص و آمپول) باشد، باعث مسمومیت‌های ویتامینی می‌شود. از دیگر عوارض مصرف بیش از اندازه این ویتامین این است که بدن از دیگر ویتامین‌های محلول در چربی استفاده نمی‌کند و کمبود این ویتامین‌ها در بدن به وجود می‌آید. ازسوی دیگر، مصرف بیش از اندازه ویتامین E موجب اختلال در ذخیره ویتامین آ در کبد می‌شود. همچنین باعث می‌شود مدت زمان انعقاد خون زیاد شود و حتی مصرف بیش از اندازه آن (بیش از ۴۰۰ واحد) خطر مرگ را به همراه دارد. مصرف طبیعی این ویتامین حتی بیش از اندازه این عوارض را به دنبال ندارد. مصرف زیاد مکمل ویتامین E در ۸ هفته اول بارداری ممکن‌است ۱٫۷ تا ۹ برابر خطر ابتلاء به ناهنجاری همراه تولد قلبی در کودکان را افزایش می‌دهد.

## زمان مناسب برای مصرف ویتامین ئی
تأیید شده‌است که بهترین زمان جذب این ویتامین بعد از شام می‌باشد. در این زمان می‌توانید از مکمل‌های غذایی یا خوراکیهای حاوی ویتامین E استفاده کنید.